# От заката до рассвета
«От зака́та до рассве́та» (англ. From Dusk till Dawn) — культовый американский художественный фильм Роберта Родригеса, снятый и выпущенный на экраны в 1996 году. Сценарий был написан Квентином Тарантино по сюжету Роберта Курцмана. Главные роли в фильме исполнили Джордж Клуни, Квентин Тарантино, Харви Кейтель и Джульетт Льюис.
Фильм получил премию MTV за лучший прорыв года (Джордж Клуни).
В 1999 году был снят мидквел — «От заката до рассвета 2: Кровавые деньги Техаса», а в 2000 году приквел — «От заката до рассвета 3: Дочь палача».

## Сюжет
Братья Сет и Ричард Гекко направляются к границе США и Мексики. После побега Сета из тюрьмы, организованного с помощью брата, убив по пути шерифа, нескольких полицейских и мирных граждан, они решают покинуть страну. Ограбив банк, братья взяли в заложницы одну из работниц. Психически неуравновешенный Ричард насилует и убивает её, когда брат отлучается на разведку. Но обоим Гекко нужно выбираться из страны — они уже договорились с мексиканской мафией и её представителем Карлосом, что те за тридцать процентов суммы награбленного дают им приют на своей территории в городе Эль-Рей. Остаётся миновать ФБР и полицию штата Техас, для которых поимка двух бандитов стала делом чести. Для этого братья присматривают фургон семьи Фуллер, направляющейся в Мексику. Отец, сын и дочь останавливаются на ночлег в том же отеле, где временно скрываются Гекко. Глава семейства — Джейкоб, бывший пастор, который разочаровался в своей вере после трагической смерти жены.
Братья Гекко берут в заложники семью и, спрятавшись в их фургоне, пересекают границу. Они останавливаются в заранее условленном месте — стрип-баре, работающем от заката до рассвета. Гекко и Фуллеры обнаруживают, что бар принадлежит вампирам, питающимся кровью проезжих дальнобойщиков и байкеров.
Королева вампиров кусает одного из братьев — Ричи. Он становится вампиром, и брат вынужден убить его. Вскоре все посетители бара становятся вампирами, один из них кусает Джейкоба. Оставшиеся в живых прячутся в кладовке, где вампиры хранят награбленное добро. Джейкоб предлагает, используя подручные средства, выйти и сражаться. Остальные соглашаются. Взяв слово со своих детей убить его, если он станет вампиром, Джейкоб вновь обретает веру и освящает воду из-под крана, превращая её в оружие. Вооружившись, компания выбирается и истребляет кровососов, но силы неравны. Время Джейкоба истекло, и он кусает Скотта, тот убивает его. На него набрасываются вампиры, и он, в свою очередь, просит Кейт убить его.
В итоге в живых остаются только Сет и Кейт. Появляется Карлос, его подручные вышибают двери, дневной свет убивает вампиров. Сет обвиняет Карлоса в том, что из-за него погибли его брат и семья Кейт. Карлос спрашивает, как он может искупить свою вину. Сет меняет условия сделки с 30 на 15 процентов, в итоге они с Карлосом сторговываются до 25%.
Кейт просит Сета взять её с собой, но тот даёт ей денег и отправляет домой. Камера отъезжает от здания бара, и становится видно, что это вершина пирамиды ацтеков. В кадре также видны остовы старых автомобилей, намекающие на то, что вампиры в этом баре промышляли очень долгое время.

## В ролях
| Актёр             | Роль                                   |
| ----------------- | -------------------------------------- |
| Джордж Клуни      | Сет Гекко                              |
| Квентин Тарантино | Ричи Гекко                             |
| Харви Кейтель     | Джейкоб Фуллер                         |
| Джульетт Льюис    | Кейт Фуллер дочь Джейкоба              |
| Эрнест Лю         | Скотт Фуллер приёмный сын Джейкоба     |
| Сальма Хайек      | Сантанико Пандемониум                  |
| Чич Марин         | пограничник / зазывала / Карлос        |
| Дэнни Трехо       | бармен «Бритва» Чарли                  |
| Том Савини        | Секс-машина                            |
| Фред Уильямсон    | Фрост                                  |
| Майкл Паркс       | шериф Эрл Макгроу                      |
| Бренда Хиллхаус   | Глория Хилл заложница                  |
| Джон Сэксон       | агент ФБР Стэнли Чейз                  |
| Марк Лоуренс      | старик — хозяин отеля                  |
| Келли Престон     | репортёр Келли Хоуг                    |
| Джон Хоукс        | Пит Боттомс продавец в винном магазине |
| Tito & Tarantula  | группа в баре «Кручёные сиськи»        |
| Эйми Грэм         | заложница-блондинка                    |
| Грегори Никотеро  | приятель Секс-машины                   |
| Тиа Техада        | танцовщица                             |

## Кассовые сборы
Мировая премьера фильма «От заката до рассвета» состоялась 17 января 1996 года. В первую неделю проката фильм собрал в США 10 240 805  долларов и стал самым кассовым фильмом недели. На следующей неделе фильм опустился на третье место в прокате, собрав 4 851 921 доллар, уступив фильмам «Опус мистера Холланда» и «Постель из роз». «От заката до рассвета» собрал 25 836 616 долларов в США.  
1 мая 1996 года фильм был запрещен в Ирландии. Глава Совета ирландской киноцензуры Шимус Смит сослался на «безответственное и совершенно беспричинное насилие»  в фильме, которое, по его мнению, было особенно несвоевременным в связи с произошедшими тогда массовым убийством в Данблейне и Порт-Артуре.

## Телесериал
В 2014 году был снят сериал «От заката до рассвета». Родригес выступил в качестве режиссёра первых серий. В сериал добавлены новые персонажи и предыстории, а также существа мезоамериканской мифологии.
Актёр оригинального фильма Том Савини принял участие в сериале в другой роли. Дэнни Трехо сыграл во всех трёх фильмах и в сериале.

## Награды и номинации
- «MTV Movie Awards» (1996)
  - Победа (1)
    - «Прорыв года» (Джордж Клуни)
- «Сатурн» (1996)
  - Победа (2)
    - «Лучший фильм ужасов»
    - «Лучший актёр» (Джордж Клуни)

  - Номинации (6)
    - «Лучший режиссёр» (Роберт Родригес)
    - «Лучший актёр второго плана» (Квентин Тарантино)
    - «Лучший актёр второго плана» (Харви Кейтель)
    - «Лучшая актриса второго плана» (Джульетт Льюис)
    - «Лучший сценарий»
    - «Лучший грим»
- «Золотая малина» (1997)
  - Номинации (1)
    - «Худшая мужская роль второго плана» (Квентин Тарантино)